# Nick Sagan
Nicholas Julian Sagan, conocido como Nick Sagan, (Boston, Massachusetts, 16 de septiembre de 1970) es un novelista y guionista estadounidense. Es el autor de las novelas de ciencia ficción Código genético, Los hijos del paraíso y Por siempre libres. Es hijo de la artista y escritora Linda Salzman y del astrónomo Carl Sagan.

## Biografía
A los seis años, el saludo de Nick Sagan, "Hola desde los niños del planeta tierra", fue grabado y colocado por la NASA en el Disco de oro de las Voyager. Lanzadas con una selección de los saludos, vistas, sonidos y músicas terrestres, las naves espaciales Voyager I y II ahora han abandonado el sistema solar y son los objetos construidos por el hombre que más se han alejado de la tierra. De niño fue a la Escuela Mirman y recibió su licenciatura en la Universidad de California en Los Ángeles.
Sagan ha trabajado para Hollywood desde 1992 en la elaboración de guiones, teleplays, episodios de animación y videojuegos. Ha trabajado para una gran variedad de empresas y estudios, incluyendo Paramount Pictures, Warner Brothers, New Line, Universal, Disney, el actor/productor Tom Cruise y los directores David Fincher y Martin Scorsese. Sagan coescribió el galardonado juego de aventura Zork Nemesis: The Forbidden Lands. Sus créditos cinematográficos incluyen adaptaciones de las novelas de Orson Scott Card, Ursula K. Le Guin, Pierre Ouellette y Charles Pellegrino. Sus créditos en televisión incluyen dos episodios de Star Trek: The Next Generation y cinco episodios de Star Trek: Voyager, donde trabajó como redactor de la historia. En el comienzo del nuevo milenio, la astronauta Sally Ride lo reclutó para trabajar en space.com como productor ejecutivo de entretenimiento y juegos. Durante su permanencia allí, la chispa de una serie de novelas llegó a Sagan, la trilogía de Idlewild, que vendió a Penguin Putnam en 2002.
Neil Gaiman, calificó a Idlewild de "absolutamente divertido, como una montaña rusa de la ficción de fusión" y "el tipo de libro que simplemente no se quiere dejar de leer."
Edenborn sigue la historia de Idlewild, pero también puede leerse como un libro independiente. SFX Magazine dio a Edenborn una revisión perfecta de cinco estrellas, declarando que "es una de las mejores novelas post-apocalípticas y la tendrá que leer." SF Crowsnest aclamó a Sagan como "un disparo de adrenalina directamente al corazón de la ciencia ficción", mientras que SF Site describe a la novela como "elegante, oscura e inquietante, con personajes que perduran en la memoria mucho tiempo después de que la última página se dio vuelta."
Everfree es la tercera en la serie. Sci Fi Weekly la elogió como "sorprendentemente original" y "satisfactoria sin lugar a dudas y triunfante."
Sagan enseñó guionismo en la Universidad Cornell en la primavera de 2007.

## Obras

### Novelas
- 2003, Código Genético
- 2004, Los Hijos del Paraíso
- 2006, Por Siempre Libres

### Cuentos
- "Tees and sympathy" en Subterranean Magazine

### Créditos televisivos
- Star Trek: Voyager (1998-1999)
  - "In the Flesh"
  - "Gravity", con Bryan Fuller
  - "Course: Oblivion", con Bryan Fuller
  - "Juggernaut", con Kenneth Biller y Bryan Fuller
  - "Relativity", con Bryan Fuller y Michael Taylor
- Captain Simian & the Space Monkeys (1996)
  - "Gormongous!"
- Exosquad (1995)
  - "Una noche antes del Juicio Final" con Mark Edens
- Space Precinct (1995)
  - "Depredador y la presa"
- Star Trek: la nueva generación (1993 - 1994)
  - "Enlace"
  - "Líneas de sangre"
- "Jack´s Place" (1993)
  - "The Seventh Meal", con Linda Salzman

### Juegos
- OurColony (2005)
- Zork: Nemesis (1996) con Cecilia Barajas y Adam Simon